# Dólmen de Carapito I
O Dólmen I de Carapito foi construído no sítio que hoje é conhecido por Entreáguas, a cerca de 1500 m ao sul da povoação de Carapito, na freguesia do Carapito, município de Aguiar da Beira, Distrito da Guarda, junto ao Rio Carapito. 
É o segundo maior dólmen de Portugal, sendo apenas superado em altura pela Anta Grande do Zambujeiro.[carece de fontes?]
Localmente é conhecido por “Casa da Moira” e a esse nome estão associadas diversas histórias. A mais conhecida e que era contada pelos “antigos” diz que uma moira fez do dólmen a sua casa, que ela própria construiu, tendo trazido as pedras à cabeça, de sítio longínquo, e ainda vinha a fiar.
O Dólmen I de Carapito recebeu a classificação de Monumento Nacional em 1974.

## Descrição
O dólmen (ou anta) é constituído por uma câmara poligonal simples de nove esteios talhados e dispostos em círculo, alcançando mais de cinco metros de altura. Dois dos esteios foram decorados com formas solares e serpentiformes (círculos raiados, linhas onduladas verticais e círculos concêntricos). O esteio mais decorado esteve muito tempo no salão paroquial, encontrando-se, agora, junto ao monumento, a propósito da recuperação de que deverá ser alvo em 2020 ou 2021.
O espólio encontrado nos quatro dólmenes de Carapito, principalmente no Dólmen I, está guardado no Museu Nacional de Arqueologia.

## Cronologia da prospeção arqueológica
A primeira menção na literatura data de 1883, no relatório da expedição da Sociedade de Geografia de Lisboa à Serra da Estrela. Depois disso, foi novamente mencionado no relatório do arqueólogo português José Leite de Vasconcelos, de 1919, resultado de uma excursão arqueológica que esse realizou em 1896 pelas Beiras Alta e Baixa.
Ao longo do século XX, foi alvo de várias visitas de arqueólogos, sendo ainda recuperado, no final da década de 1980.
Em 1933, Georg Leisner desenhou pela primeira vez a planta do monumento e decalcou as gravuras existentes nos esteios.
Em 1948, José Coelho fez um novo esboço da planta, acompanhado de um registo fotográfico, tendo ainda recolhido alguns pedaços de cerâmica no local.
Em 1966, Vera Leisner e Leonel Ribeiro, orientados pelo padre Tavares, de Pena Verde, fizeram as primeiras escavações. Nas camadas mais profundas — as que foram utilizadas primeiro —, para além da presença de vestígios de uma lareira encontraram ainda micrólitos geométricos (pequenos cristais alongados ou tubulares ligados por pasta); contas de colar de variscite; machados polidos; lâminas de sílex e lamelas, enxós e contas de xisto. Encontraram ainda, em pequena quantidade, vasos de cerâmica de uma só asa, utensílios característicos do Neolítico Beirão. Não foram detectados quaisquer elementos relativos a um corredor. Nas camadas superiores, relativas à ocupação posterior, foram encontrados materiais cerâmicos em maior número, apresentando formas simples, lisas e semi-esféricas.
Na década de 1970, Elizabeth Shee Twohig voltou a estudar as gravuras existentes num dos esteios e num outro chamado de “Pedra-Altar”.
A última escavação aconteceu em 1988 e foi realizada pelos arqueólogos Domingos Cruz e Raquel Vilaça, que também fizeram restauro do monumento, para além de documentarem todo o processo e conclusões em artigo científico. Num segundo artigo apresentaram os resultados de novas datações de Carbono 14 de duas amostras de madeira carbonizada encontradas em profundidade, que assumiram datarem do momento da construção do monumento. As análises em laboratório mostraram que a madeira deverá ter sido consumida entre os anos 4213 e 3870 antes de Cristo, o que permite concluir que o dólmen deverá ter sido construído, provavelmente, há cerca de 6000 anos.

## Os Estudos sobre a Orientação
A orientação do monumento também está envolta em incerteza. Na década de 1990, Michael Hoskin, um arqueo-astrónomo britânico que fez medições em vários dólmenes da Península Ibérica, incluindo os Dólmenes I e II de Carapito, concluiu que as entradas e os corredores desses dólmenes estavam alinhados com o nascer do sol no momento em que foram construídos.
Em 2010, o arqueólogo português Fábio Silva fez um novo estudo sobre os dólmenes neolíticos do centro de Portugal. Concluiu, de seu estudo, que alguns dólmenes da região do baixo Mondego estavam orientados para a Serra da Estrela onde, há seis mil anos, nasceria a estrela Aldebarã.
Alguns arqueólogos já tinham apontado a importância da Serra da Estrela para as comunidades neolíticas do Centro-Norte de Portugal, que seria o local onde os construtores de dólmenes deveriam passar o Verão com os seus rebanhos. No Outono regressavam ao local onde tinham construído os dólmenes e ali passavam o Inverno.
Há seis mil anos, a estrela Aldebarã, a mais brilhante da constelação do Touro, começava a ser visível no céu imediatamente antes do nascer do Sol, em finais de Abril/inícios de Maio. Para Fábio Silva, os construtores de dólmenes do Mondego usavam esse primeiro nascimento de Aldebarã como um calendário rudimentar, que lhes indicava o momento em que deveriam mudar-se para a Serra da Estrela, hipótese que é apoiada pelo folclore local.
No caso particular do dólmen de Carapito, de onde agora não é possível ver facilmente a Serra da Estrela e, ainda, tendo em conta o seu estado, Fábio Silva não conseguiu reavaliar a sua orientação. No entanto, considerando como correctos os valores medidos por Michael Hoskin na década de 1990, o Dólmen I de Carapito também deveria apontar, há 6 000 anos, para o nascimento da estrela Aldebarã.